# Metazygia erratica
Metazygia erratica là một loài nhện trong họ Araneidae.
Loài này thuộc chi Metazygia. Metazygia erratica được Eugen von Keyserling miêu tả năm 1883.